# Пафиния гребенчатая
Пафиния гребенчатая, или Пафиния кристата (лат. Paphinia cristata), — вид эпифитных травянистых растений из рода Пафиния семейства Орхидные, или Ятрышниковые (Orchidaceae).
Вид не имеет устоявшегося русского названия, в русскоязычных источниках обычно используется научное название Paphinia cristata. Иногда, применяют транслитерацию с латыни и вид называют Пафиния кристата. Дословный перевод научного названия — Пафиния гребенчатая.

## Синонимы
- Lycaste cristata (Lindley) Benth. 1885
- Lycaste cristata var. modigliana Nichols 1888
- Lycaste randii (L.Linden & Rodigas) Nichols 1886
- Maxillaria cristata Lindley 1835
- Paphinia modigliana hort. 1888
- Paphinia randii Linden & Rodig 1885

### Природные разновидности
- Paphinia cristata f. modiglianiana (Rchb.f.) O.Gruss 2003.

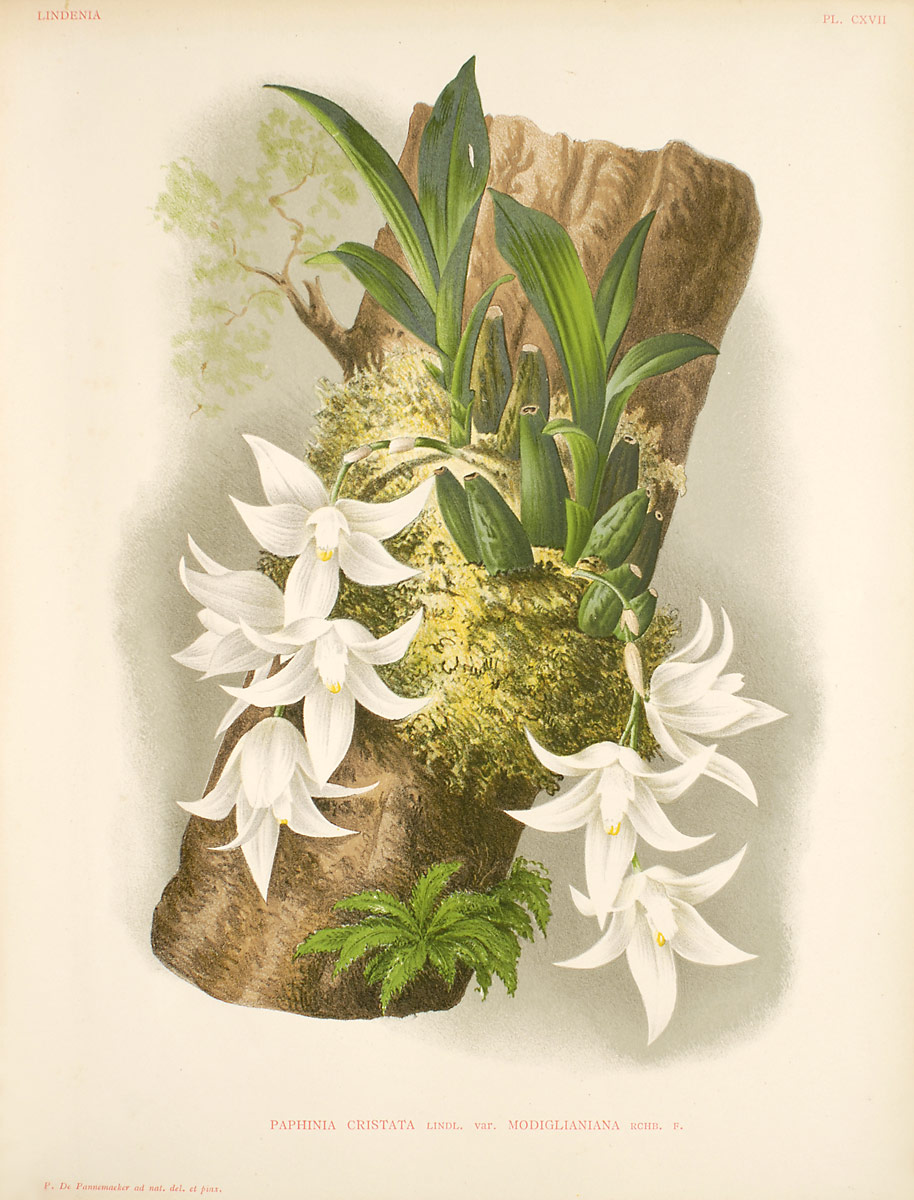
«Lindenia Iconographie des Orchidées» 1887

Форма происходит из Коста-Рики, отличает её белая окраска цветов. Название разновидности было дано по имени Ludovico Modigliani, флорентийского любителя и знатока орхидей.
Эта разновидность имеет несколько синонимов: Paphinia cristata var. modigliana Rchb.f 1887; Lycaste cristata var. modigliana Nichols 1888; Paphinia modigliana hort. ex Linden 1888; Paphinia clausula Dressler 1966.
- Paphinia cristata f. randi (Linden & Rodigas) 1885. 
 Синоним Paphinia randi.

## Биологическое описание
Симподиальный эпифит средних размеров. Наиболее эффектный вид рода Paphinia. 

Узкие овальные псевдобульбы до 4 см высотой, каждая из них несет по два тонких листа длиной до 15 см 

Цветоносы стелющиеся по субстрату, тёмные, серовато-зелёного цвета, их может быть несколько. До 15 см длиной, 1—3-цветковые. Появляются, когда псевдобульба ещё не полностью сформирована. Диаметр цветка 7,5—10 см.

## Ареал, экологические особенности

Фотографии
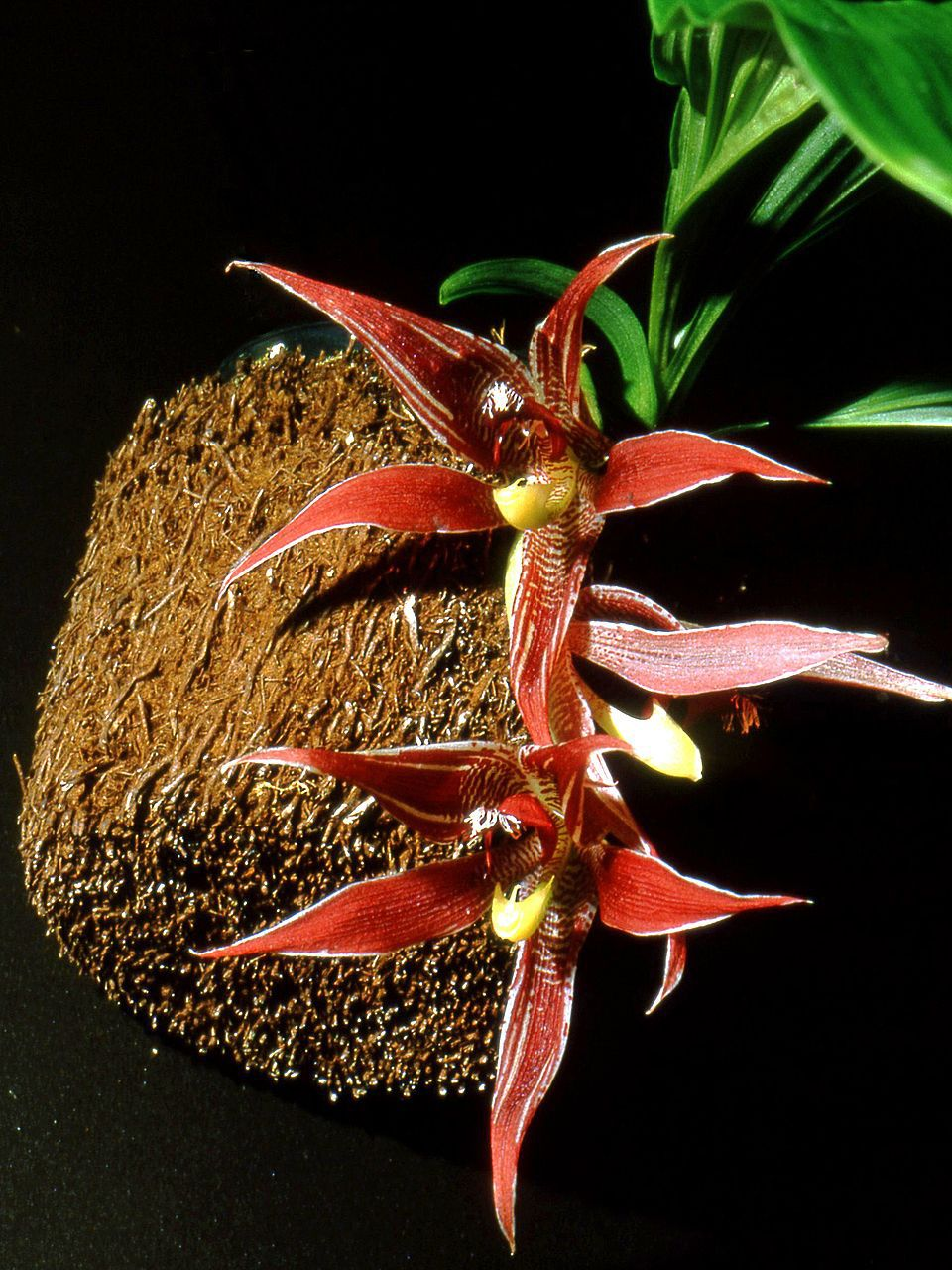
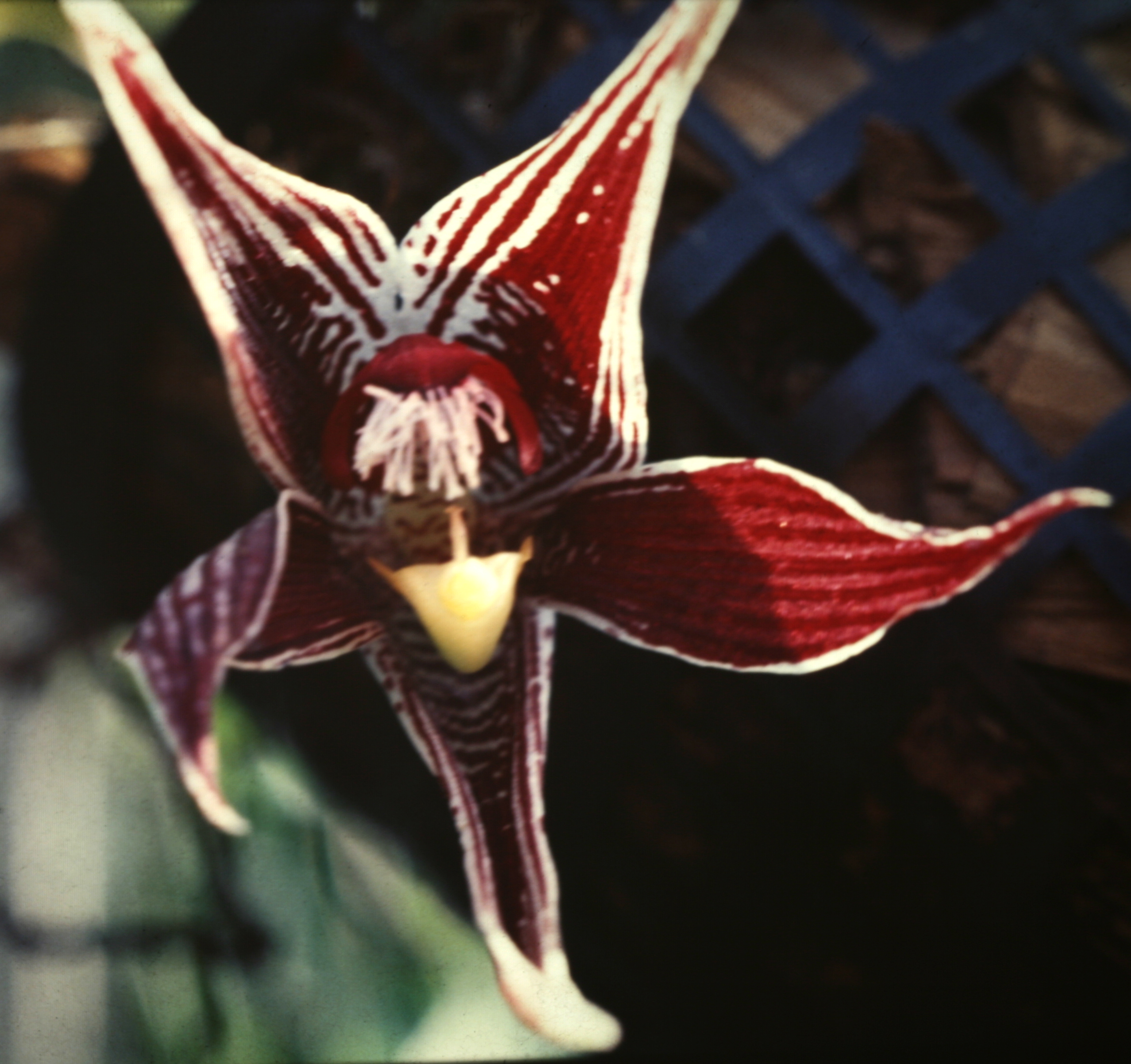
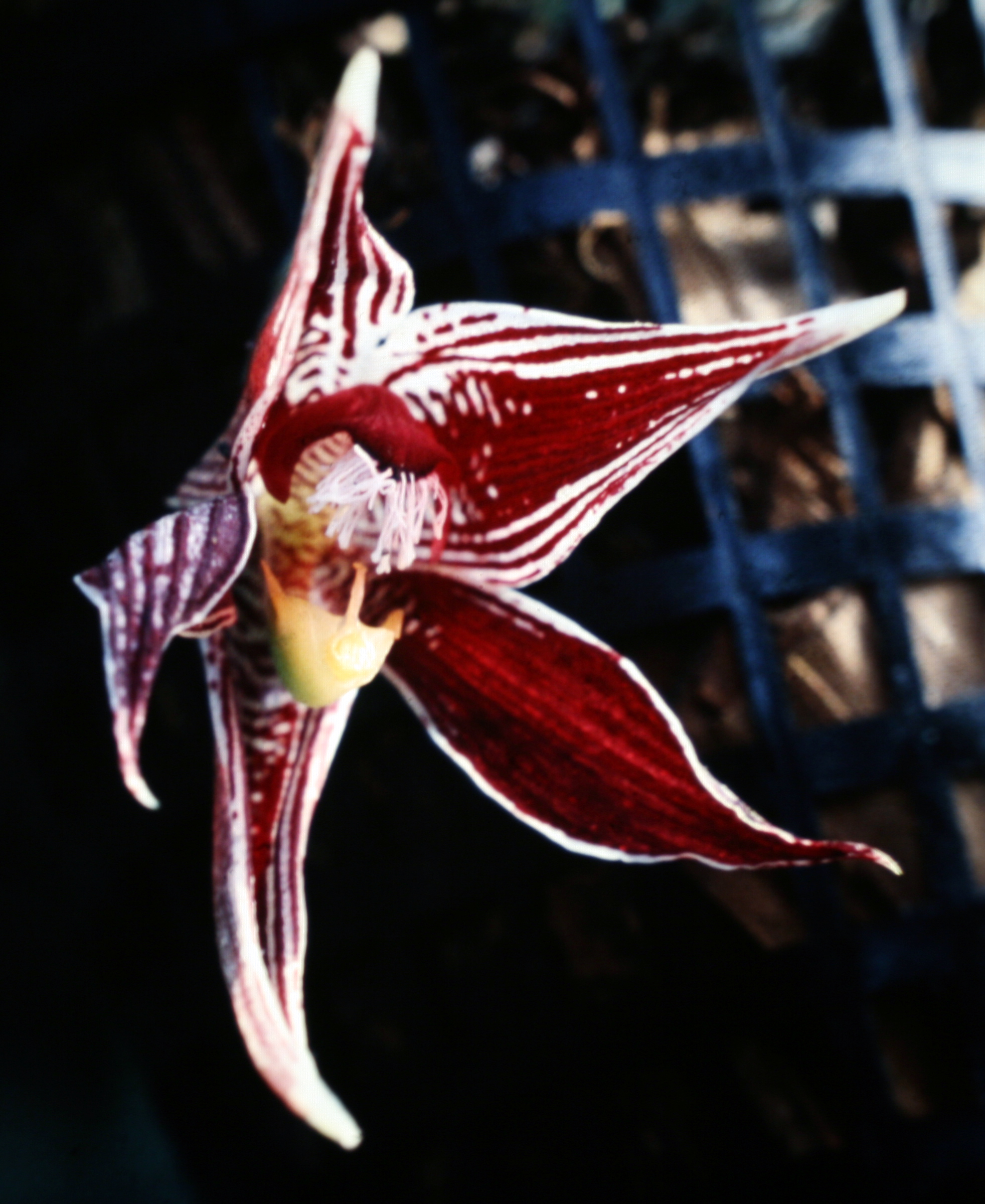
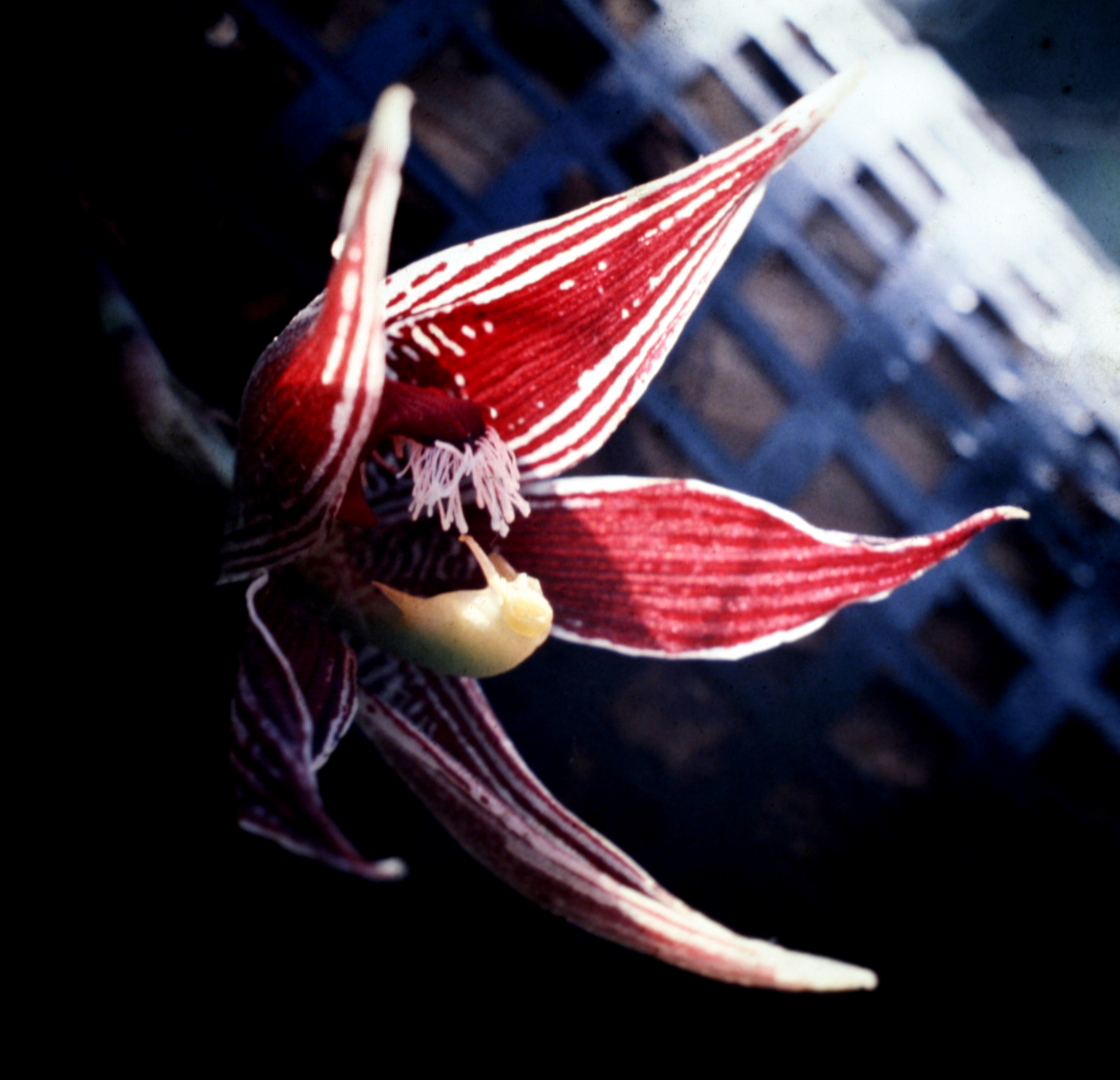

Дождевые леса Амазонии.
Колумбия, Венесуэла, Тринидад, Гайана, Суринам и Французская Гвиана 

Произрастает во влажных горных лесах на высоте 200—1000 метров над уровнем моря, поселяясь на покрытых мхами и лишайниками ветвях деревьев и кустарников.
В местах естественного произрастания зарегистрированы экстремальной температуры до 36 °С и 10 °C.

Относительная влажность воздуха более 80 % в течение всего года.

Средняя температура воздуха составляет примерно 28/17 °C (день/ночь) в течение всего года.

Период цветения: с мая по февраль-январь, пик в начале осени.
Относится к числу охраняемых видов (II приложение CITES).

Ботанические иллюстрации
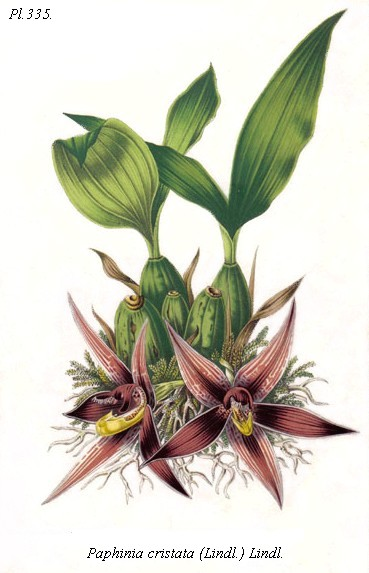
«Flore des serres et des jardins de l'Europe»
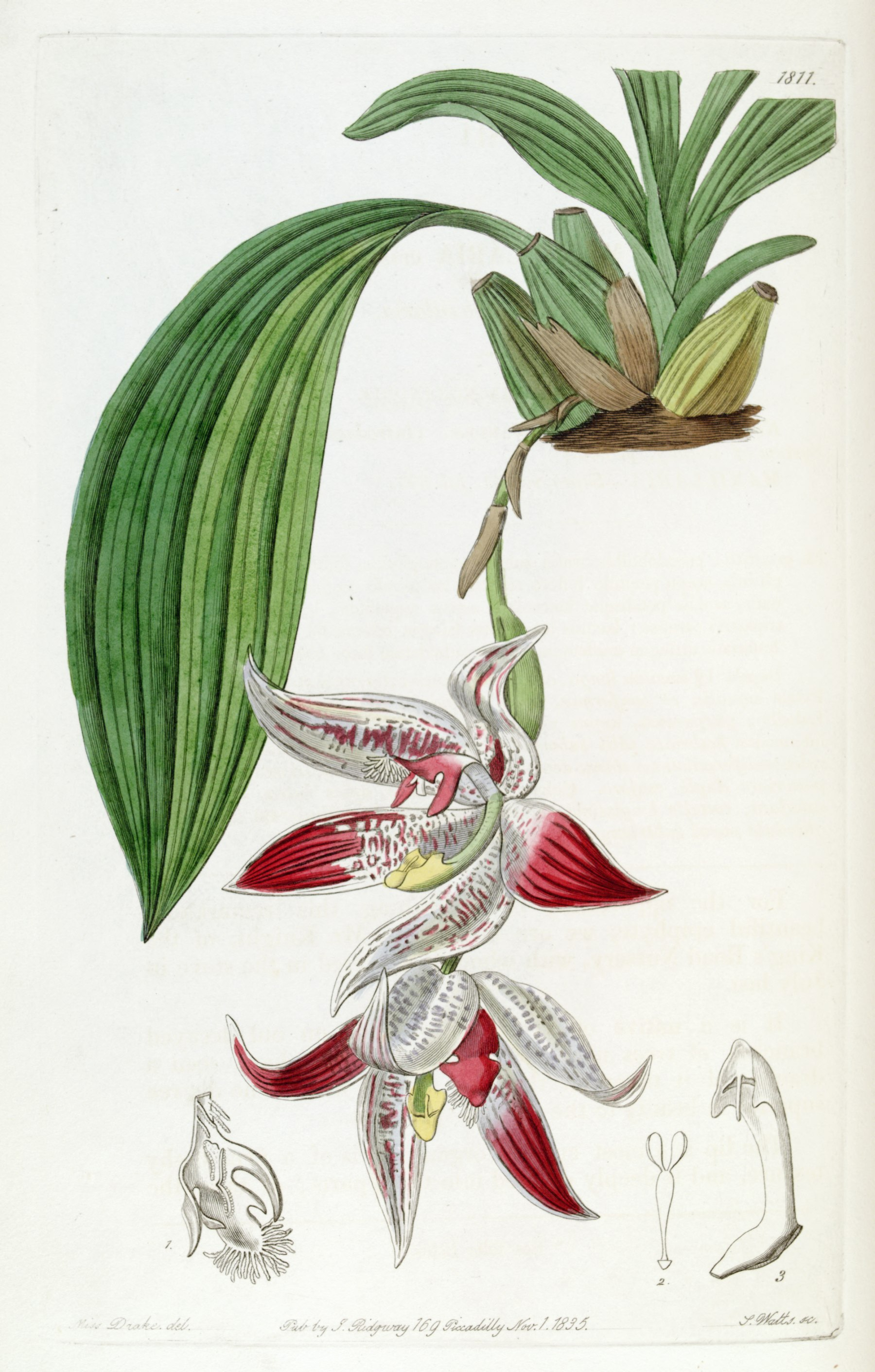
«Edwards's Botanical Register»
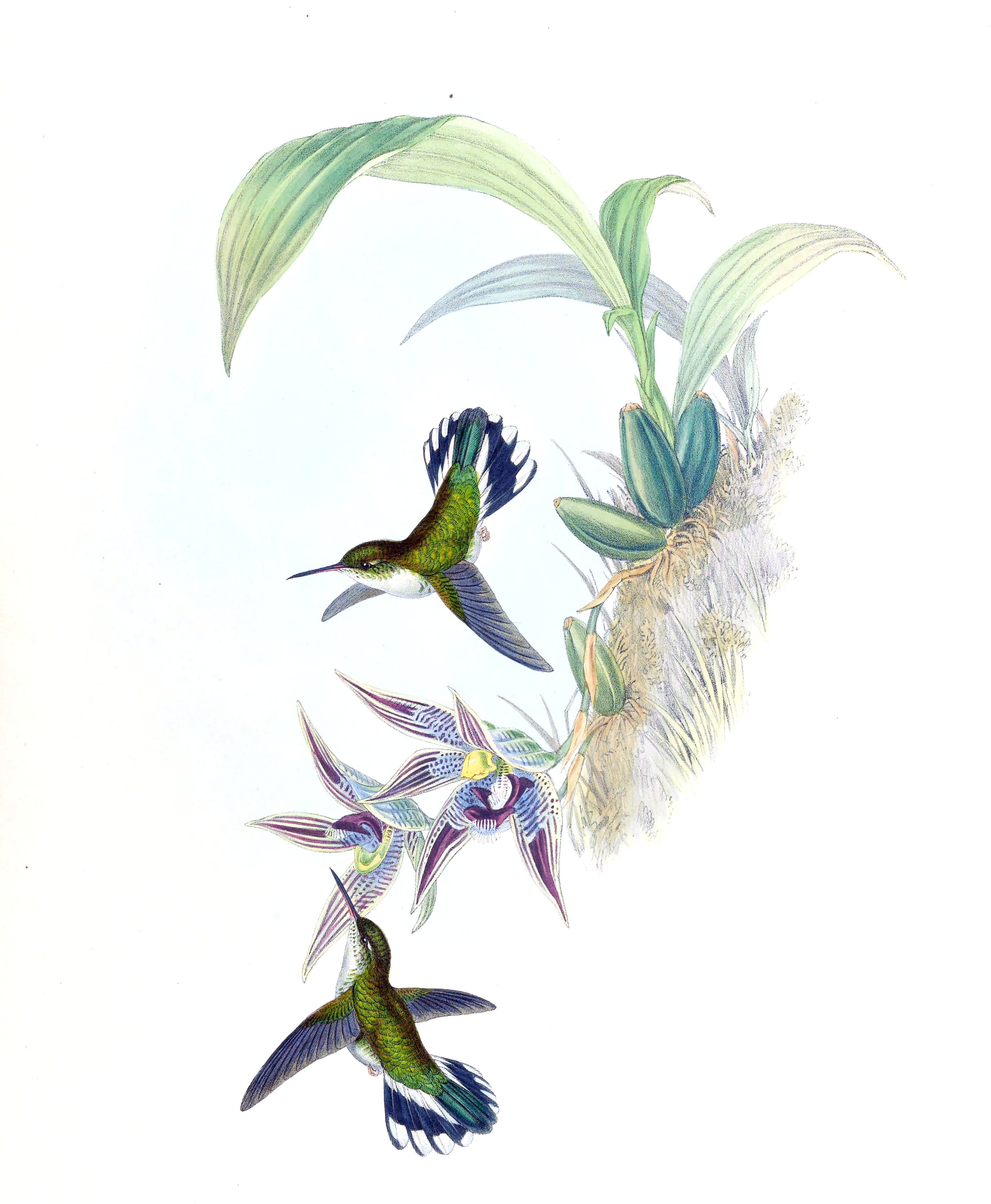
«A Monograph of the Trochilidae or Humming Birds»
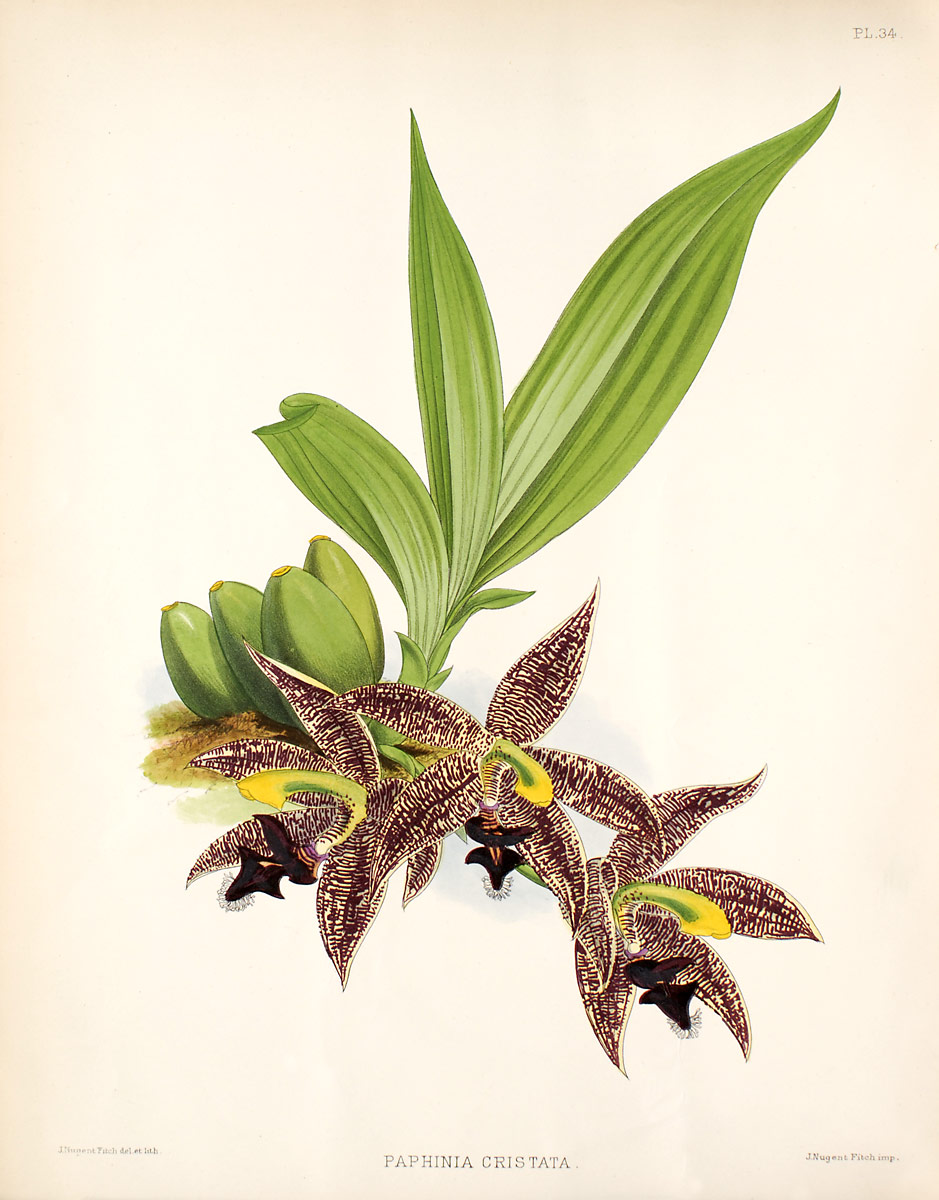
«The Orchid Album»

- Фотографии

## В культуре
Популярный в культуре, но не простой вид. Привлекает цветоводов очень красивыми звездчатыми цветками с характерными заостренными листочками околоцветника. 
 Температурная группа — теплая. Освещение — тень.
На протяжении всего года средняя дневная температура 28—29 °С, а средняя ночная 16—19 °С, с ежедневной амплитудой 10—13 °C. Растения могут быть легко адаптированы к температурам на 2—3 °C выше и ниже, чем указано.

Освещение: 12 000—18 000 люкс. Растения тенелюбивы, их следует оберегать от попадания прямых солнечных лучей. Относительная влажность воздуха 85—90 % с конца весны до осени, в зимний период и ранней весной 75—80 %.
Субстрат никогда не должен пересыхать полностью. При низкой влажности воздуха в период вегетации новые листья могут образовывать «гармошку». При высокой влажности и отсутствии циркуляции воздуха возникает риск бактериальных и грибковых поражений.
Цветонос свисающий, поэтому посадку удобнее осуществлять в подвесные корзинки или на блок. Важно не заглублять растения при посадке. От появления цветоноса до цветения может пройти до 4 месяцев (зависит от освещения и температуры). Продолжительность жизни цветка 4—10 дней.
Период покоя выражен слабо, наступает после того как новые побеги полностью сформируются. В этот период полив сокращают, но субстрат не должен просыхать полностью. Период покоя заканчивается с появлением новых побегов.
Удобрения с высоким содержанием азота предпочтительны в период с весны до середины лета, с высоким содержанием фосфора — в конце лета и осенью.